# Invader Zim
Invader Zim è una serie animata statunitense creata da Jhonen Vasquez, mandata in onda negli Stati Uniti per la prima volta il 30 marzo 2001 da Nickelodeon.
La serie è di genere fantascientifico e commedia nera, caratterizzata da toni cupi e satirici. Ha per protagonista Zim, un alieno di una razza bellicosa la cui casta è basata sull’altezza, a cui viene affidata la missione segreta di sottomettere la Terra e schiavizzare la razza umana (in realtà tutto un piano per tenerlo lontano dalla patria), supportato dal robot malfunzionante GIR. Ad ostacolarlo vi è Dib, un giovane investigatore del paranormale e unico umano (fatta eccezione per sua sorella Gaz) ad aver scoperto la sua vera natura.
La serie è stata interrotta a metà seconda stagione a causa del calo degli ascolti e dei conseguenti problemi di budget, lasciando parte delle puntate incompiute. In Italia ha subito una sorte simile, andando in onda dal 19 maggio 2006 per un breve periodo, sempre su Nickelodeon, per poi essere cancellata. Ciò nonostante, lo show è stato acclamato dalla critica e vinse numerosi premi, tra cui un Annie Award e un Emmy Award, e col tempo venne valutata come una delle migliori serie mai realizzate dalla Nickelodeon. Il sito WatchMojo lo inserì al 9º posto nella classifica dei migliori cartoni animati ad essere stati cancellati, e ha successivamente classificato Zim come il nono miglior alieno dei film e della televisione. Il sito IGN inserì la serie nella sua lista delle 100 migliori serie animate di tutti i tempi.
La popolarità dello show ha inoltre generato una propria fan convention chiamata InvaderCON, e numerosi oggetti di merchandising, come fumetti, libri, videogiochi e accessori, ed è oggi considerata una serie di culto.
Un film basato sulla serie, intitolato Invader Zim e il Florpus (Invader Zim: Enter the Florpus!), è stato distribuito su Netflix dal 16 agosto 2019.

## Trama
Zim è un alieno appartenente a una razza bellicosa e conquistatrice di mondi chiamata Irken la cui gerarchia sociale è basata sull'altezza. Durante il raduno in cui a ogni Irken conquistatore viene assegnato un pianeta da sottomettere, Zim riesce a parteciparvi anche se non invitato e ad ottenere dai suoi leader (gli Altissimi) una missione "super segreta". La missione è in realtà un piano ideato da loro per liberarsi di lui: infatti anni addietro aveva mandato a monte per sbaglio un piano molto importante di conquista, rischiando anche di distruggere il suo stesso pianeta. A Zim viene dunque assegnato un pianeta da conquistare del tutto disperso nell'universo, talmente lontano e piccolo che Zim non sarebbe mai riuscito a tornare: la Terra. A lui viene assegnato anche un robottino che avrebbe dovuto aiutarlo nella sua missione. Questo robot viene costruito appositamente per Zim: G.I.R, utilizzando pezzi di scarto e altri oggetti che si trovavano nelle tasche degli Altissimi. Per questo motivo il robot è eccessivamente stupido e inefficiente.
Sulla Terra, un bambino paranoico e appassionato del paranormale di nome Dib riesce a monitorare la conversazione avuta tra gli Irken. È dunque convinto che stiano per arrivare sulla Terra. Prova quindi ad avvertire suo padre, uno scienziato famoso e piuttosto strambo, e la sua scorbutica sorella, ma viene come al solito ignorato: sono infatti abituati alle sue stranezze riguardanti gli alieni. Nonostante tutto Dib non demorde e si prepara a contrastare l'arrivo della minaccia aliena.
Dopo sei mesi di viaggio, Zim riesce a raggiungere la Terra. Per prima cosa deve riuscire a costruirsi un'identità, quindi fa un giro di ricognizione del pianeta sulla sua navicella per scoprire ciò che i suoi abitanti considerano "normale": allora costruisce una base che ricorda una casa terrestre, ma molto bizzarra e appariscente; si fabbrica un travestimento per riuscire a integrarsi tra gli umani, che consiste solo in lenti a contatto e un parrucchino, mantenendo comunque un aspetto simile ad un alieno. Crea anche un travestimento per G.I.R: un costume da cagnolino verde.
A causa della sua altezza ridotta, Zim pensa di riuscire a integrarsi facilmente presso i bambini: comincia quindi a frequentare una scuola e pur essendo il suo travestimento minimo, nessuno si rende conto di cosa lui sia in realtà. Nessuno eccetto Dib, che si trova casualmente nella sua stessa classe. Dib prova in tutti i modi a far capire ai suoi compagni la vera natura di Zim, ma loro pensano che sia solo un bambino molto strano, e cercano di stargli lontano. Alla fine delle lezioni Dib insegue Zim per la città cercando di catturarlo con uno speciale dispositivo da lui creato. Lo scontro termina a casa di Zim, dove le sue sentinelle a forma di nani da giardino polverizzano l'arma di Dib. Il ragazzo è dunque costretto a ritirarsi per elaborare un nuovo piano per fermare l'alieno, ma ormai non ha più alcun dubbio sulla vera natura di Zim e sulla sua volontà di conquistare il pianeta.

## Episodi
| Stagione         | Episodi | Prima TV USA | Prima TV Italia |
| ---------------- | ------- | ------------ | --------------- |
| Prima stagione   | 20      | 2001-2002    | 2006            |
| Seconda stagione | 7       | 2006         | 2009            |

## Personaggi

### Zim

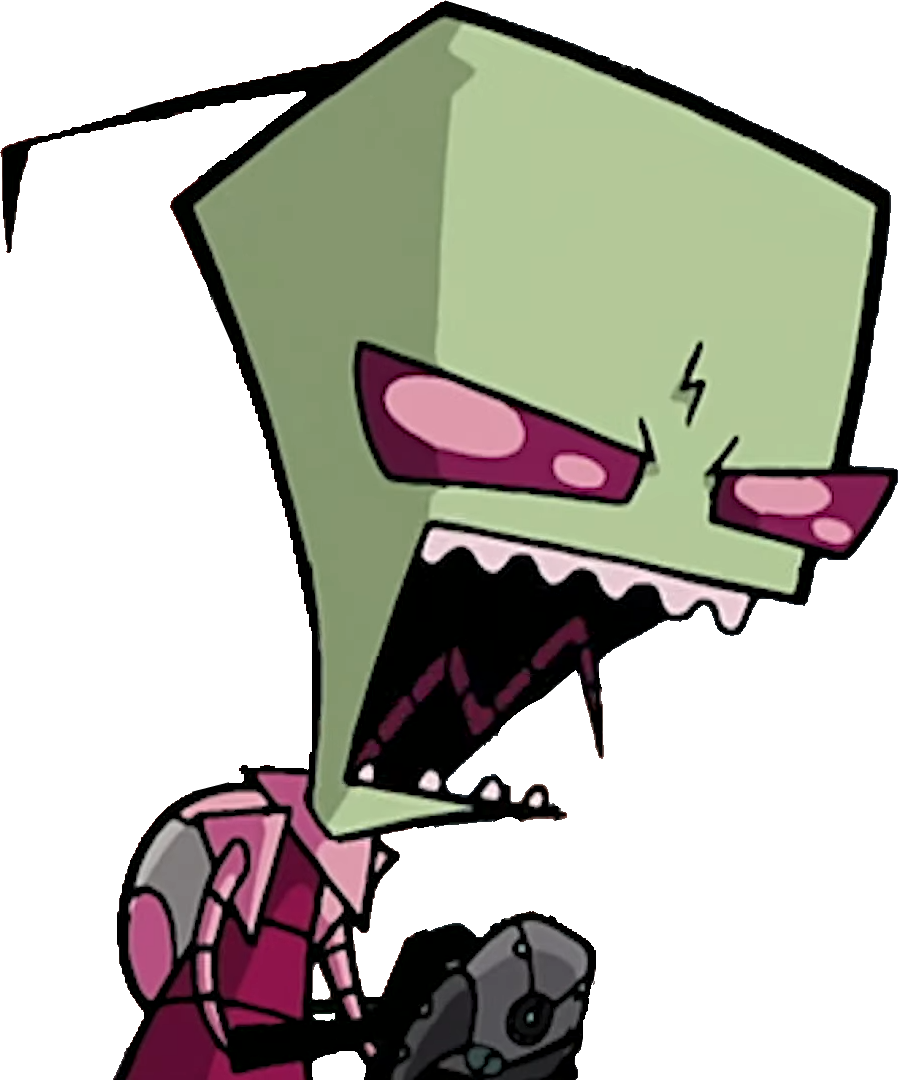
Il protagonista Zim

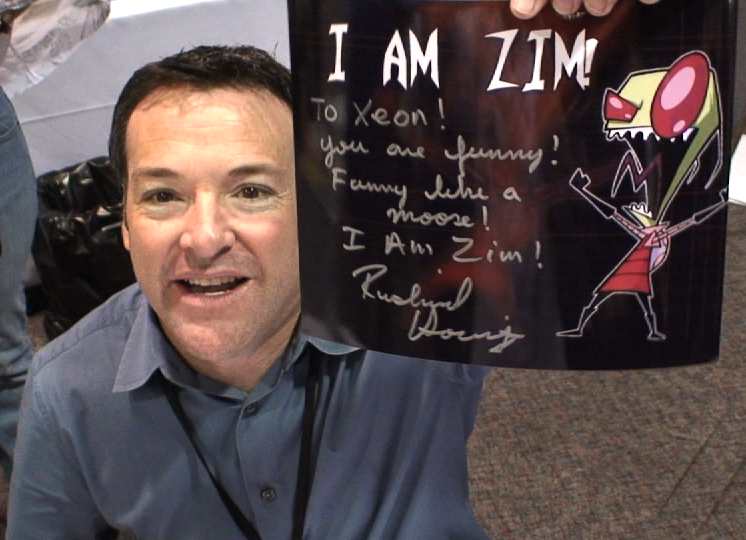
Richard Horvitz, il doppiatore originale di Zim, con un'immagine autografata del personaggio nel 2009

Zim è un alieno appartenente agli Irken, una razza che basa la sua gerarchia sociale sull'altezza, e di cui lui è uno degli esemplari più bassi. La sua unica volontà e scopo è quello di conquistare pianeti, ma ha anche una predisposizione alla distruzione: in molti casi ha compromesso anche la sicurezza del suo stesso pianeta. Per questo motivo gli Altissimi lo esiliarono sul pianeta gastronomico Foodcourtia condannandolo ai lavori forzati con la speranza di non dover sentire mai più parlare di lui. Sfortunatamente per loro, Zim riuscì a scappare.
Zim è di natura megalomane e narcisista, la stessa che ha ogni malvagio che vuole conquistare il mondo. Il sangue del conquistatore Irken scorre nelle sue vene: adora infatti seminare panico e distruzione. Ma è anche un gran imbranato e un incompetente, per questo nessuno dei suoi piani va mai a segno. Irrompe spesso con esclamazioni melodrammatiche per ricordare agli altri la sua superiorità in fatto di conquistatore Irken, e non manca mai di ricordare agli esseri umani che lo circondano il fatto che lui sia una persona normale proprio come loro. È allergico alla carne e ad altri cibi degli umani, che gli provocano strane reazioni e a volte delle combustioni.
Doppiatore originale: Richard Horvitz
Doppiatore italiano: Lorenzo Scattorin (serie), Stefano Brusa (film)

### Gli Altissimi
Gli Altissimi sono i due leader dell'intera razza Irken. Poiché il ceto sociale è deciso in base all'altezza, gli Altissimi sono di statura perfettamente identica, e sono ovviamente i più alti della loro specie. Sono quasi del tutto identici, si distinguono solo dal fatto che uno è vestito di viola e ha gli occhi dello stesso colore, e lo stesso vale per l'altro che è però di colore rosso. Per poter ottenere il loro rispetto e per impressionarli è necessario essere alti. Per contro, disprezzano chiunque sia di statura eccessivamente bassa: a loro vengono sempre assegnate le missioni peggiori. Possiedono una mente piuttosto semplice, e a volte passerebbero per stupidi, se solo tutti non fossero devoti a loro. Sono inoltre piuttosto pigri, materialisti e ignoranti. Ciò che adorano più di ogni altra cosa sono gli snack, in particolare le ciambelle, e pare che la loro nave madre ne sia piena. Gli piace intrattenersi umiliando i loro sudditi, o prendendo in giro Zim ogni qualvolta si collega con loro per riferirgli l'andamento della missione. Quando arrivò la prima comunicazione da parte di Zim dal pianeta Terra, gli Altissimi erano a dir poco sconvolti, ma poi hanno deciso di stare al gioco, trovando anche in questo uno spunto per il loro divertimento.
Doppiatori originali: Kevin McDonald (Altissimo Viola) e Wally Wingert (Altissimo Rosso)

### GIR

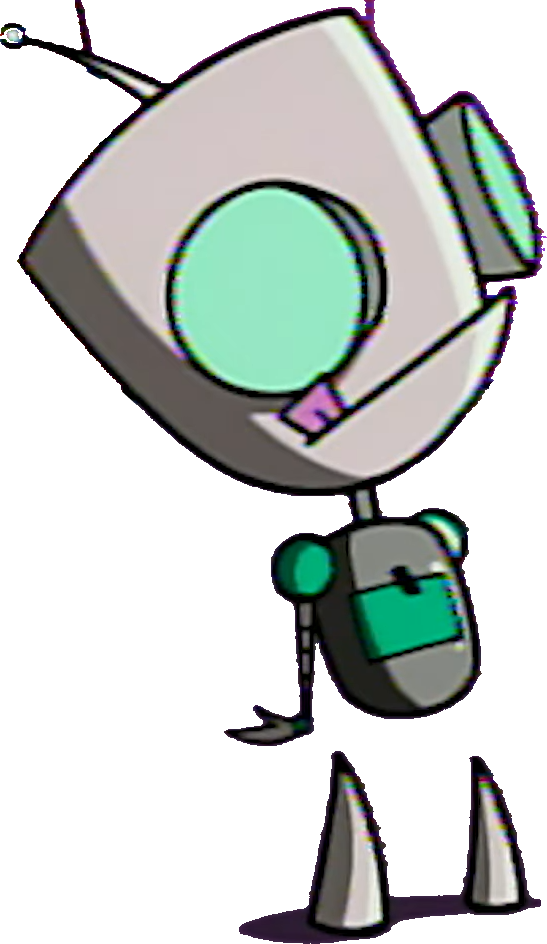
GIR

GIR è il robottino aiutante di Zim che però combina più disastri che altro. È in realtà un'unità SIR difettosa, costruita dagli Altissimi appositamente per Zim. GIR possiede un carattere iperattivo, ilare e demenziale capace di irritare molto spesso il suo padrone. Nonostante questo, è capace ogni tanto di rendersi utile diventando per brevi istanti un aiutante efficiente (in questi casi i suoi occhi cambiano colore dall'azzurro al rosso). Quando ciò avviene, è capace a volte di neutralizzare un eventuale problema, ma spesso ritorna ad essere stupido prima di poter rendersi utile.
Quando deve nascondere la propria identità ai terrestri, GIR indossa un costume di pezza a forma di cane verde, e in alcuni casi è capace di trasformarsi in un mezzo di trasporto a razzi per portare al sicuro Zim qualora dovesse trovarsi in pericolo. Per essere un robot, GIR ha molti interessi, tra cui il cibo (soprattutto muffin e pancakes), i giocattoli, la televisione, i porcellini, ballare e cantare canzoncine. Fa spesso il contrario di quello che gli viene detto e si distrae facilmente, fino anche, talvolta, a obbedire a Dib senza dare ascolto al suo padrone Zim.
Doppiatore originale: Rosearik Rikki Simons
Doppiatrice italiana: Federica Valenti (serie), Perla Liberatori (film)

### Dib
Dib è un bambino particolare con la passione per il paranormale. Sin da piccolo, si è sempre attivato nella ricerca di fenomeni e creature soprannaturali, come Bigfoot e alieni, per questo motivo le persone che gli stanno attorno sono abituate alle sue stranezze e lo prendono per pazzo, soprattutto i suoi compagni di classe che non mancano mai di rinfacciarglielo.
Oltre a Gaz, Dib è l'unico terrestre a rendersi conto che Zim è un alieno, ed è l'unico che cerca di fare qualcosa per impedirgli di conquistare il mondo e distruggere l'intera razza umana. È un appassionato di una trasmissione televisiva che si occupa di fenomeni paranormali, intitolata "Mysterious Mysteries of Strange Mystery", in passato ha inviato numerosi filmati con le prove (secondo lui) dell'esistenza di fenomeni paranormali. I video sono sempre stati ignorati, e la sua eccessiva insistenza non lo ha portato certo tra le grazie del conduttore. Tutti quanti sembrano rendersi conto che la testa di Dib sia enorme, e spesso glielo fanno notare. In realtà la sua testa non sembra tanto più grande di quella dei suoi coetanei, eppure tutti quanti sembrano convinti del contrario.
Doppiatore originale: Andy Berman
Doppiatore italiano: Luca Bottale (serie), Flavio Aquilone (film)

### Professor Membrane
Il professor Membrane è il padre di Dib e di Gaz ed è a quanto pare il loro unico genitore. È uno scienziato molto famoso, che oltre a dare spesso dei grandi contributi al progresso dell'intera umanità, gestisce anche un programma televisivo scientifico di grande successo. A causa del suo lavoro non è quasi mai a casa ed ha pochissimo tempo da poter dedicare ai figli. In questi casi, per comunicare con loro utilizza degli speciali schermi sospesi nell'aria con dei messaggi registrati. Vorrebbe che Dib diventasse un grande scienziato come lui, e gli dispiace di vedere che suo figlio non è interessato alla scienza, ma al paranormale. Tenta quindi spesso di fargli cambiare idea, ma invano. Spesso declama che suo figlio sia un povero pazzo, anche se in realtà pure lui non è da meno. Possiede infatti un carattere piuttosto eccentrico e lunatico, molte volte infatti cambia totalmente umore passando da un atteggiamento normale ad agitato in pochi istanti. Inoltre il suo modo di parlare enfatico lo fa apparire ancora più strano.
Doppiatore originale: Rodger Bumpass
Doppiatore italiano: Alberto Angrisano (film)

### Gaz
Gaz è la sorella di Dib. Ha un carattere indifferente, insofferente e aggressivo che dimostra soprattutto per vendicarsi di qualche torto subito. È solo una bambina, eppure ha i capelli viola, indossa un vestito nero, un ciondolo a forma di teschio e a volte porta degli anfibi chiodati. Nonostante sia cosciente del fatto che Zim sia un alieno con la volontà di conquistare il mondo, non fa nulla per fermarlo: pensa infatti che sia troppo stupido per riuscirci, e quindi non se ne preoccupa. L'atteggiamento di suo fratello le dà costantemente sui nervi, e a volte non riesce a trattenersi dal dargli una lezione. In certi momenti però riesce involontariamente ad aiutarlo a far fallire i piani di Zim.
Ciò che le piace di più sono i maialini, i videogiochi e il cibo spazzatura, in particolare la pizza della "Pizzeria del Buzzicone", una specie di fast food dove il proprietario è un uomo obeso in un costume da maiale.
Doppiatrice originale: Melissa Fahn
Doppiatrice italiana: Daniela Fava (serie), Veronica Puccio (film)

### Miss Bitters
Miss Bitters è la maestra che insegna nella classe di Dib e di Zim. È una donna anziana magra e alta con un vestito lungo e nero. È malefica e scorbutica e sembra odiare il suo lavoro come ogni altra cosa. Incute terrore, in quanto a volte riesce a spostarsi come un'ombra e attraversare i muri. Ha una visione pessimistica del mondo che riversa costantemente nelle sue lezioni, come quella sull'universo, in cui spiega che potrebbe eventualmente implodere su se stesso, o quella in cui descrive la società come una grande torre di carte pericolante destinata a collassare sotto il suo stesso peso. Non è mai felice e detesta tutto ciò che lo è, in particolare la festa di san Valentino.
Doppiatrice originale: Lucille Bliss
Doppiatrice italiana: Loredana Nicosia

### I Genitori Robot
Sono due robot malmessi che Zim costruisce per mantenere la sua copertura come bambino umano. Anche se sono progettati per avere tutte le conoscenze sui terrestri di cui avrebbero bisogno, i genitori robot le applicano sempre in modo inappropriato, così da passare per folli o per idioti. Per questo motivo, Zim preferisce mostrarli raramente in pubblico, e li usa ogni tanto come sistema di difesa. In un episodio, Zim sarà costretto a portarli alla serata genitori-insegnanti per provare ai suoi compagni di essere un bambino normale. A causa dell'instabilità dei due, però, la situazione finisce in un disastro.
Doppiatori originali: Michael McDonald (Papà Robot) e Mo Collins (Mamma Robot)

## Produzione

### L'autore

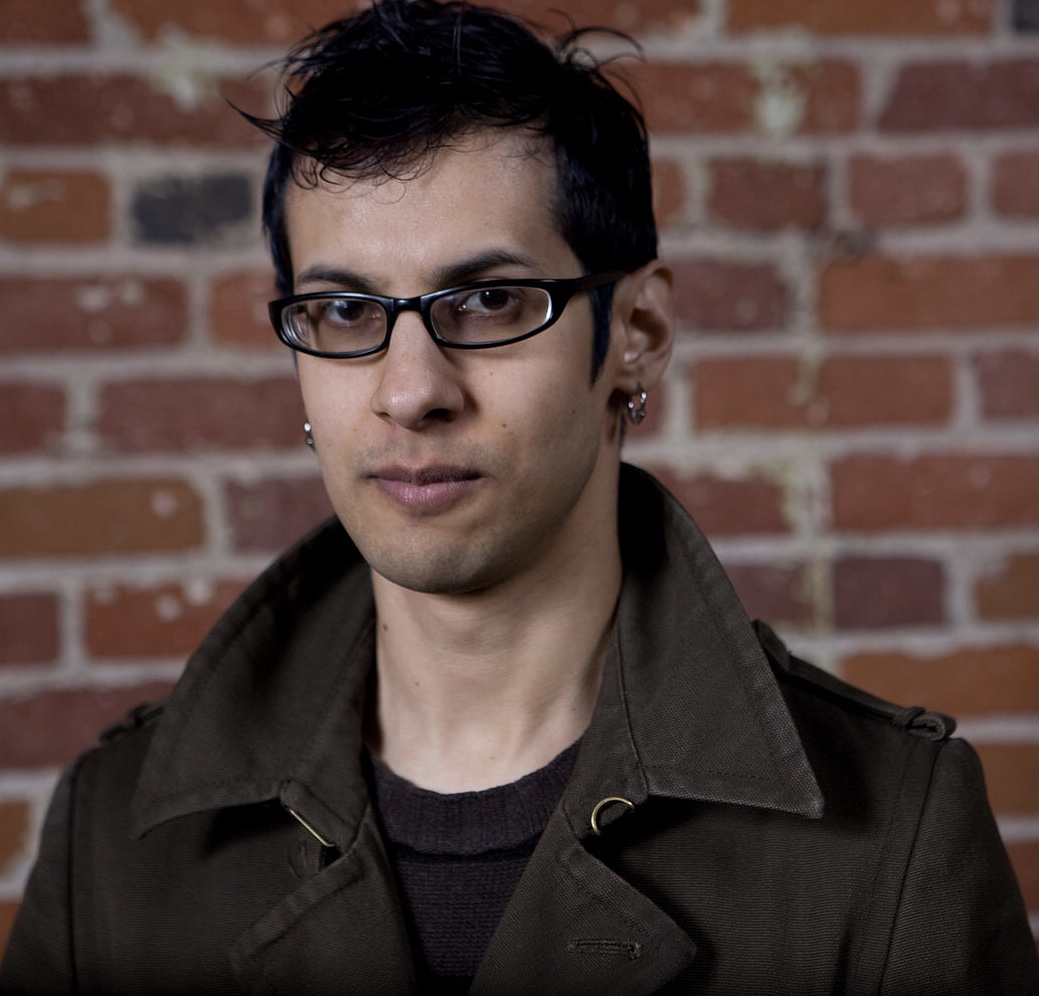
Jhonen Vasquez, il creatore della serie

La serie è stata creata da Jhonen Vasquez. Già conosciuto in America come autore di fumetti, in particolare per il fumetto horror Johnny il maniaco omicida e per i seguenti I feel sick e Squee!, Vasquez fu contattato da Nickelodeon in seguito al successo di quest'ultimo titolo per la produzione di questa serie animata. Il suo stile ricorre spesso in tematiche misantrope e pessimistiche, che sono però usate con uno scopo parodistico e satirico in scene che mirano a impressionare il lettore o lo spettatore.
L'autore fa qualche apparizione in alcuni episodi della serie. Un esempio è nel primo episodio: quando Zim deve decidere quale travestimento da umano indossare, compare anche l'aspetto di Jhonen Vasquez.

### Sviluppo
Prima della creazione di Invader Zim, Nickelodeon desiderava realizzare una serie televisiva adatta alla fascia d'età dagli 11 ai 15 anni. La produttrice Mary Harrington restò impressionata dal fumetto Squee!, uno spin-off di Johnny the Homicidal Maniac, e contattò il creatore, l'allora 22enne Jhonen Vasquez, al quale chiese se gli sarebbe piaciuto presentare una serie animata alla Nickelodeon. Vasquez, che all'epoca non aveva esperienza nell'animazione, accettò l'offerta.
Vasquez sapeva fin dall'inizio che i suoi lavori precedenti non erano assolutamente adatti per la Nickelodeon, essendo rivolti principalmente a un pubblico di adolescenti e adulti, quindi anziché adattare una sua precedente opera decise di creare qualcosa di nuovo. Dal momento che stava creando uno show per una rete di bambini, Vasquez ha raccolto molte cose che amava durante la sua infanzia, tra cui robot, mostri, film horror, film di fantascienza, investigatori paranormali, Monty Python, le opere di Douglas Adams e gli alieni. Prima di approvare il cupo concept di un invasore alieno, Vasquez aveva brevemente preso in considerazione di fare una serie più spensierata sulla falsariga di Mork & Mindy, con uno strano alieno che fraintende le usanze della Terra. Vasquez disse che sebbene questa idea avrebbe probabilmente avuto più successo su Nickelodeon, la abbandonò rapidamente poiché non si adattava al suo stile. Vasquez realizzò l'intera premessa di Invader Zim in circa un'ora, mentre era seduto a letto durante un'insonnia. Ebbe l'idea di un alieno che proveniva da una razza incredibilmente avanzata con una tecnologia così potente che poteva facilmente prendere il controllo o distruggere la Terra, ma che invece decide di rimanere a scuola tutto il giorno.
L'episodio pilota della serie è stato trasmesso su Nickelodeon nel 1999, il che portò alla realizzazione della serie vera e propria. Vasquez ha dichiarato che nel corso della sua produzione, la serie è stata cambiata ben poco dal suo stile di scrittura, oltre a limitare alcuni linguaggi e elementi visivi che potevano non essere adatti ai bambini. Vasquez ha citato come più grande cambiamento per sé stesso il lavoro con migliaia di persone, anziché individuale, definendolo "una vera miseria". Tuttavia, ha affermato che tale esperienza è stata "incredibilmente gratificante", ma anche "tremendamente frustrante".
Le musiche della serie sono state composte da Kevin Manthei.

### Animazione
Lo studio Nick Digital realizzò l'animazione in CGI, mentre e Sunwoo Entertainment realizzò l'animazione 2D. La Salami Studios ha fornito i servizi di post-produzione e audio per la maggior parte degli episodi della serie, mentre Encore e Hollywood Digital hanno fornito i servizi di post-produzione solo per alcuni episodi nella prima stagione Nella seconda stagione, lo stile d'animazione è diventato leggermente più stilizzato e pronunciato in movimento rispetto alla prima stagione. Lo stile artistico di Invader Zim è stilizzato con spigoli, contorni neri spessi, grandi teste, corpi piccoli o allungati e grandi occhi per i personaggi. Il regista Steve Ressel ha ammesso che questo è stato lo stile più difficile su cui abbia mai lavorato, citando le teste dei personaggi come l'aspetto più complicato dei loro progetti.
Invader Zim è stato uno dei primi programmi televisivi animati a fondere l'animazione 2D con l'animazione in CGI. Quando iniziò lo sviluppo della serie, Steve Ressel si consultò con la troupe di Futurama per capire come integrare l'animazione 2D con la CGI. Quando tale troupe vide lo show, ne rimasero molto colpiti, in particolare per l'episodio "The Wettening".
Mentre un episodio medio di una serie televisiva animata di 11 minuti aveva solitamente circa 80-120 pagine di storyboard, gli storyboard di questa serie erano di circa 250-350 pagine per episodio. Questo perché Invader Zim poneva un'attenzione molto dedicata ai dettagli sui movimenti e sul metodo di recitazione di un personaggio, cosa di cui Nickelodeon restò molto colpito.

## Accoglienza

### Cancellazione e successiva popolarità
Lo show è stato cancellato in America l'8 gennaio 2002 per via dello scarso interesse dimostrato dalla fascia di età per cui questa serie era stata pensata, nonché per gli alti costi produttivi. Questo interruppe la produzione degli episodi della seconda stagione: di questa infatti furono mandati in onda solo 10 episodi, lasciandone incompiuti ben altri 18, mentre 6 puntate completate rimasero inedite fino all'uscita in DVD nel 2004 e alle repliche su Nicktoons nel 2006.
Nonostante questo, è stato acclamato dalla critica e nominato per numerosi premi solo per il primo episodio. Dalla sua cancellazione, ha ottenuto in America nuove approvazioni, come dimostra il voto di 9.1/10 su TV.com e quello di 9.2/10 su IMDb.
Il rilascio di DVD con gli episodi della serie, ha inoltre rinnovato l'interesse per questo show, rivalutandolo. Col tempo infatti il cartone ha ottenuto molta popolarità e divenne una serie cult.
Sul sito aggregatore di recensioni Rotten Tomatoes, la serie detiene un 100% di gradimento basato su 13 recensioni professionali; il commento del sito recita: "Il giusto equilibrio tra umorismo nero e serietà spastica rendono Invader Zim un inquietante cartone per bambini degno del suo seguito di culto."
IGN lo inserì tra le 25 migliori serie in prima serata di tutti i tempi e successivamente al posto 57 nella sua lista delle 100 migliori serie animate mai realizzate. Il sito WatchMojo la inserì al 9º posto nella classifica dei migliori cartoni animati ad essere stati cancellati, e ha successivamente classificato Zim come il nono miglior alieno dei film e della televisione.
Nel 2016, Entertainment Weekly classificò Zim come il diciottesimo personaggio più memorabile della Nickelodeon. Lo stesso anno, Screen Rant lo classificò nono nella lista dei 25 migliori cartoni della Nickelodeon, mentre The Guardian lo mise al terzo posto in una lista analoga.

### InvaderCON
Invader Zim ha un proprio convegno di fan noto come InvaderCON, gestito dalla Wasabi Anime. L'evento iniziale è stato creato per celebrare il decennale del cartone, e si è tenuto ad Atlanta, Georgia, dal 26 al 27 marzo 2011. Tra gli ospiti speciali erano presenti i doppiatori della serie Richard Steven Horvitz, Melissa Fahn, Rosearik Rikki Simons, Andy Berman e lo scrittore Eric Trueheart. La convention aveva oltre un migliaio di partecipanti e presentava numerosi panel e attività relativi alla serie, tra cui uno in cui il cast leggeva le sceneggiature degli episodi incompiuti "Mopiness of Doom" e "Day of da Spookies". Un dollaro per ogni biglietto acquistato è stato donato in beneficenza alla Juvenile Diabetes Research Foundation (JDRF). InvaderCON ha raccolto quasi 2.000 dollari per la JDRF. InvaderCON non è stato approvato, sanzionato o in alcun modo supportato dalla Viacom International o dalla Nickelodeon.

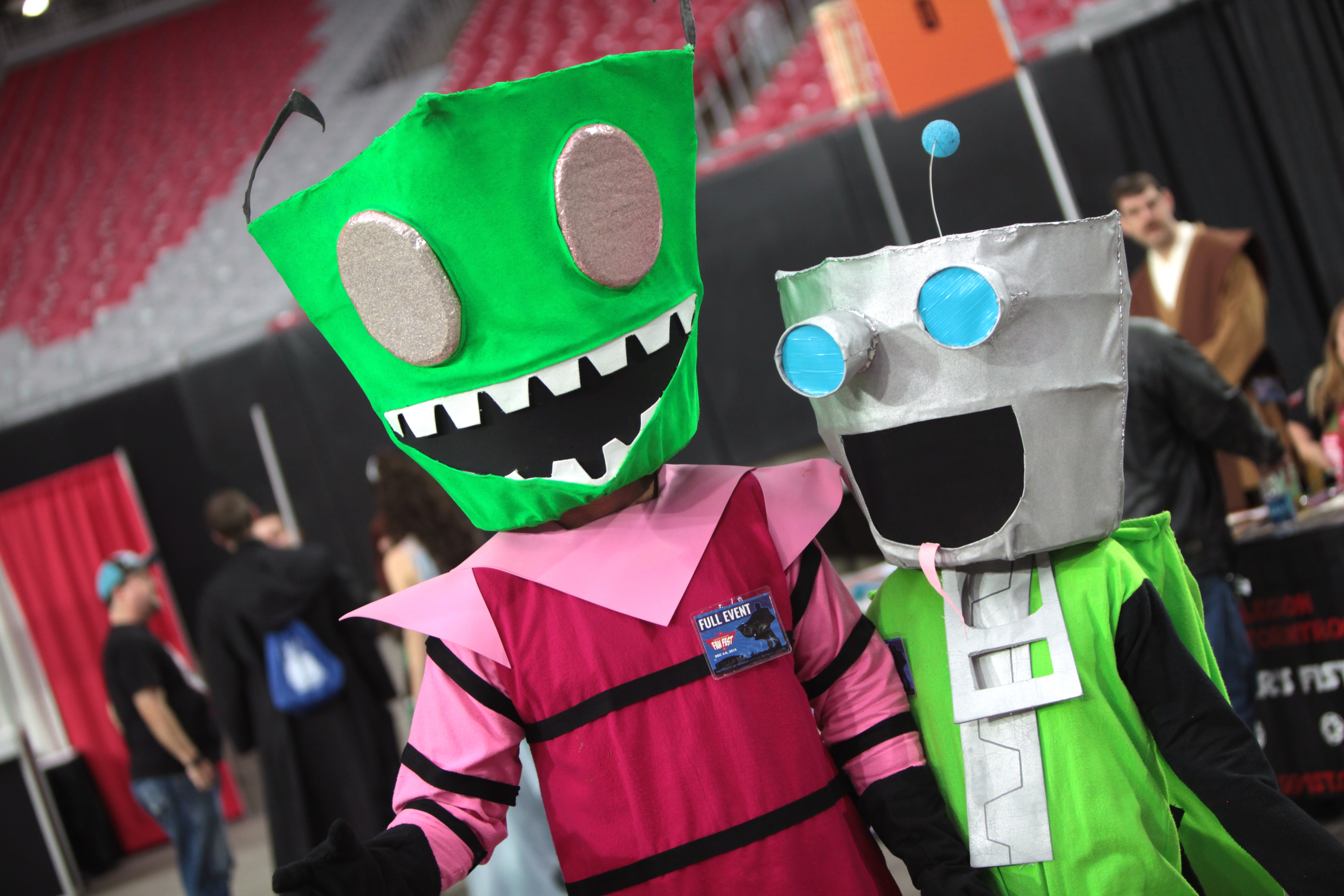
Cosplayer di Zim e GIR al Phoenix Comicon Fan Fest 2015

InvaderCON era originariamente destinato a essere un evento unico, ma a seguito del successo iniziale e della richiesta dei fan, un secondo convegno, InvaderCON II: DOOMCON, si è svolto dal 28 al 29 luglio 2012, a Los Angeles, California, con quasi tutti gli ospiti dell'anno precedente e con l'aggiunta del creatore della serie Jhonen Vasquez. Durante questa convention c'era un panel in cui il cast leggeva la sceneggiatura dell'episodio incompiuto "The Trial".
A seguito della richiesta di oltre 10.000 fan su Facebook di un altro InvaderCON, la Wasabi Anime ha deciso di farlo "un'ultima volta". Il terzo InvaderCON è stato finanziato tramite Kickstarter dal 21 giugno al 21 luglio 2013. La raccolta fondi fu un successo e superò l'obiettivo iniziale di 33.333 dollari. Il terzo InvaderCON si è svolto ad Austin, Texas. L'InvaderCON III: FINAL DOOM ha avuto luogo dal 26 al 27 luglio 2014. Ancora una volta, il cast di doppiatori recitò la sceneggiatura di una puntata mai terminata, "Ten Minutes to Doom".
Nonostante il terzo InvaderCON fosse originariamente destinato a essere l'ultimo, i fan e la stessa Wasabi Anime hanno continuato a manifestare interesse nel farne un altro. Il fondatore di Wasabi Anime, Tom Croom, ha ripetutamente preso in giro i fan su Twitter riguardo alle possibilità di un altro InvaderCON, in diverse occasioni.
Il 16 agosto 2019, Wasabi Anime ha lanciato un Kickstarter per testare un potenziale quarto InvaderCON. Il Kickstarter ha raggiunto il suo obiettivo di 2,500 dollari in soli quattro giorni. Nel febbraio 2020, è stato annunciato ufficialmente che ci sarebbe stato un quarto InvaderCON a Boston, Massachusetts, dal 7 al 9 agosto 2020.
InvaderCON è l'unico progetto della Wasabi Anime a non essere uno spettacolo annuale in una città vicino alla loro sede (Florida). Fu calcolato che solo il 20% dei partecipanti a tutti e tre gli eventi erano nativi della zona del luogo dell'evento, mentre il restante 80% proveniva dall'esterno dello stato ospitante. Ciò ha reso la previsione delle presenze e il budget per InvaderCON "molto complicati ed estremamente rischiosi" secondo Wasabi Anime.

### Influenza culturale
Bryan Konietzko, il co-creatore della serie animata Avatar - La leggenda di Aang, è stato un artista di storyboard e direttore artistico per Invader Zim. Konietzko ha affermato che il personaggio di Aang è stato ispirato dal disegno di un personaggio adulto che aveva originariamente disegnato per Invader Zim. Quando ridisegnò per la prima volta il personaggio di Aang, lasciò visibili "tracce dello stile idiosincratico di Jhonen Vasquez nelle pose del personaggio".
Rebecca Sugar, la creatrice della serie animata Steven Universe di Cartoon Network è una fan di Invader Zim, e pare ne abbia realizzato fan art e fan fiction da adolescente. Sugar ha detto: "Devo molto a Jhonen Vasquez. Il suo show Invader Zim è stato la mia droga di accesso al mondo dei fumetti indipendente [...] Un giorno spero di incontrare [Jhonen Vasquez] e ringraziarlo per avermi cambiato la vita."
Nel 2018, Wally Wingert, doppiatore originale dell'Altissimo rosso, durante un'intervista per Den of Geek ha affermato di ritenere che altri show come Adventure Time siano "in grado di fare cose piuttosto intense" grazie a Invader Zim, poiché "era il nuovo barometro con il quale potevi cavartela con qualcosa. Fino ad allora, tutti gli altri cartoni erano relativamente docili, ma ora vedi cose molto più cupe [nei cartoni animati] di quanto non abbiamo mai fatto in Zim."
Anche Vivienne Medrano, creatrice di Hazbin Hotel e Helluva Boss, è una fan di Invader Zim, e lo ha citato come fonte d'ispirazione per i suoi lavori.
Nel 2019, Maddy Cohen di Screen Rant ha definito la serie "uno degli spettacoli d'animazione più influenti dei primi anni 2000", e con "echi del suo umorismo e tono presenti in Adventure Time, Regular Show, Gravity Falls e Steven Universe".  Nello stesso anno, Eric Vilas-Boas di Thrillist definì la serie "un influente classico di culto, informando cartoni animati futuri come Avatar: la leggenda di Aang fino a Steven Universe, Gravity Falls, Rick and Morty e oltre".

## Altri media

### Film
Nel 2019 è uscito il film Invader Zim e il Florpus (Invader Zim: Enter the Florpus) come continuazione della serie, distribuito su Netflix dal 16 agosto 2019 in tutti i paesi in cui il servizio è disponibile.

### Fumetti
Un'omonima serie a fumetti è stata pubblicata mensilmente da Oni Press dall'8 luglio 2015.
L'11 febbraio 2020, è stato annunciato che il fumetto si sarebbe concluso con il numero 50, del marzo 2020, e che sarebbe iniziata una nuova serie a fumetti intitolata Invader Zim Quarterly, pubblicata a programma trimestrale a partire da aprile 2020. Inoltre, a luglio 2020 è stata pubblicata una nuova serie di raccolte, intitolata Best of Invader Zim, con diversi numeri della prima serie.

### Videogiochi
Zim è un personaggio utilizzabile nei giochi Nickelodeon Party Blast, Nicktoons Nitro, Nicktoons: Android Invasion e insieme a Gaz in Nicktoons MLB.
Nel gioco SpongeBob e i suoi amici: l'attacco dei Toybot, GIR è utilizzabile nella versione console, mentre Zim in quella per Nintendo DS. Zim e Dib appaiono poi come personaggi utilizzabili nel seguito SpongeBob e i suoi amici: Globulous all'attacco!; nella versione per Wii e PlayStation 2, GIR fa da boss in un livello ambientato nella casa di Zim, mentre nella versione DS fanno da boss gli Altissimi.
Zim e GIR ricompaiono come personaggi utilizzabili nel mobile game del 2019 Nickelodeon Super Brawl Universe.
Zim e GIR appaiono poi come personaggi giocabili nel gioco di corse del 2020 Nickelodeon Kart Racers 2: Grand Prix, mentre Dib, Gaz, il Professor Membrane, Ms. Bitters e gli Altissimi appaiono come personaggi di supporto utilizzabili come potenziamenti per il proprio veicolo.
Zim è apparso come personaggio giocabile nel picchiaduro del 2021 Nickelodeon All-Star Brawl.

### Parchi di divertimenti
Nel parco di divertimenti American Dream's Nickelodeon Universe è presente un autoscontro basato sulla serie, noto come Invader Zim's Flip & Spin… OF DOOM!, aperto il 25 ottobre 2019.
Zim and GIR appaiono inoltre brevemente nell'attrazione Jimmy Neutron's Nicktoon Blast (basata su Le avventure di Jimmy Neutron) agli Universal Studios Florida.

### Riferimenti in altri media
Il cartone viene menzionato nella serie animata per adulti Drawn Together, nella puntata "Persi nel parcheggio (Parte seconda)".
Nel film d’animazione Fuga dal pianeta Terra, la parola "Zim" appare scritta come graffito in una scena, insieme ad altri nomi di alieni da altri film e serie.
Invader Zim è apparso come indizio nella puntata di Jeopardy! del 29 giugno 2013, che recitava: "Irk è il pianeta Natale di questo ''invasore''. Nessuno dei concorrenti rispose correttamente.
Ms. Bitters fa un cameo nella serie A casa dei Loud nella puntata "Tutti al fresco!", insieme ad altri personaggi della Nickelodeon.
Vasquez ha scritto un cortometraggio delle Tartarughe Ninja, TMNT: Don vs Raph, dove compare un'immagine di Zim su un edificio.